# Solarnia (województwo śląskie)
Solarnia (niem. Sollarnia) – wieś w Polsce położona w województwie śląskim, w powiecie lublinieckim, w gminie Pawonków. Solarnia dawniej była dzielnicą Lublińca. 
Solarnia leży wśród lasów w odległości 5 km od granic Lublińca, a 12 km od Pawonkowa - siedziby gminy.
W latach 1975–1998 miejscowość położona była w województwie częstochowskim.

## Historia
Od końca XVIII w. wieś posiadała własną pieczęć gminną, na której wizerunku przedstawiono jelenia w skoku nad pagórkami w prawo.